# 학림초등학교
학림초등학교는 대한민국 경상북도 칠곡군에 있는 초등학교다.

## 학교 연혁
- 1938년 4월 1일 가산국민학교부설 간이학교 설립인가
- 1939년 4월 15일 가산국민학교부설 학림간이학교 개교
- 1944년 4월 1일 학림국민학교로 승격(6년제)
- 1950년 5월 6일 제1회 졸업식(47명)
- 1981년 3월 1일 학림국민학교 병설유치원 개원(1학급)
- 1995년 3월 1일 급식학교 지정 개설
- 1996년 3월 1일 학림초등학교로 교명 변경
- 2005년 3월 1일 특수학급 1학급 편성
- 2010년 3월 1일 경상북도교육청 지정 학교도서관 시범학교(~ 2012.2.29. 까지)
- 2011년 3월 1일 제25대 류정현 교장선생님 부임
- 2013년 3월 1일 경상북도교육청 지정 통일교육 시범학교(~ 2015.2.28. 까지)
- 2014년 2월 14일 제65회 졸업(3,163명)
- 2014년 3월 1일 초등 7학급, 유치원 1학급 편성
- 2015년 2월 13일 제66회 졸업식(3,177명)
- 2015년 3월 2일 초등힉교 7학급 편성(특수1학급)
- 2015년 3월 2일 병설유치원 1학급 편성(초등 71명,유치원 14명
- 2019년 9월 1일 제 26대 이태운 교장 선생님 부임